# Публій Ліциній Лукулл
Публій Ліциній Лукулл (*Publius Licinius Lucullus, бл. 145 до н. е. — бл. 109 до н. е.) — політичний та військовий діяч часів Римської республіки.

## Життєпис
Походив з плебейського роду Ліциніїв. Про батьків нічого невідомо. У 110 році до н. е. обраний на посаду народного трибуна. Разом з колегою Луцієм Анніем намагався продовжити повноваження на наступний рік, але зустрів опір колег, що призвело до відстрочення всіх виборів.
Того ж року легат Авл Постумій Альбін уклав мир з Югуртою, царем Нумідії, що спричинило невдоволення населення та сенату. Разом з Аннієм завадив Спурію Постумію Альбін рушити на допомогу брату з військом.
Близько 109 року до н. е. став легатом у провінції Македонія. Того ж року призначений очільником залоги міста Гераклея, загинув в одній із сутичок з фракійцями-скордисками.